# Transzkraniális mágneses stimuláció
A transzkraniális mágneses stimuláció/ingerlés (TMS) olyan noninvazív eljárás, amelynek révén az orvosnak lehetősége nyílik a csonttal borított vagy mélyen fekvő idegrendszeri struktúrák fájdalom nélküli elektrofiziológiai vizsgálatára.
A repetitív transzkraniális mágneses ingerlés, más néven rTMS hosszan tartó változásokat hozhat létre. Számos tanulmány mutatott rá arra, hogy terápiás hatással lehet különféle neurológiai (például: migrén, stroke, Parkinson-kór, disztónia, Tinnitus) vagy pszichiátriai állapotok (például: major depresszió, hallási hallucinációk) esetében.

## Története
Az indukciós agyi stimuláció alapelvét már a 20. század óta ismerik. A transzkraniális mágneses ingerlés bevezetése Anthony Barker és munkatársai nevéhez fűződik, a módszert sikeresen használó első tanulmány pedig 1985-ben jelent meg. Az orvosok és elektrofiziológusok körében hatalmas érdeklődés jelentkezett, mivel ennek segítségével lehetőség nyílt a nehezen hozzáférhető csonttal borított idegrendszeri struktúrák (mint például: agykéreg, spinális gyök, n. facialis intracranialis szakasza) fájdalom nélküli vizsgálatára és ingerlésére.
A TMS emberi agyra gyakorolt hatásáról legtöbb tudásunk az elsődleges motoros kéregre vonatkozó kutatásokból származik, míg például a látórendszerben való alkalmazhatósága jóval lassabban fejlődött. Az elsődleges vizuális kéreg TMS-sel történő ingerlése esetén vizuális érzékletek, fényfelvillanások, valamint bonyolultabb, komplexebb formák, úgynevezett foszfének jelennek meg. Számos tanulmány tett kísérletet arra, hogy feltérképezze ezeknek a foszféneknek a keletkezését, illetve térbeli elhelyezkedését, a kép azonban korántsem teljes.

## Elméleti háttér/működési elv
A TMS módszere az elektromágneses indukció elvén alapul, amelyet Michael Faraday angol fizikus és kémikus írt le 1831-ben. Ez az elv kimondja, hogy egy tekercsben létrehozott nagy erejű, rövid ideig tartó áram egy gyorsan változó mágneses teret hoz létre és a közelében lévő vezetőközegben elektromos áramot indukál.
A TMS hatását az ingerlés módjától függően 2 csoportra különíti el:
- Egyszeri és párosított pulse TMS: elsősorban a motoros kiváltott válasz (MEP) vizsgálataként alkalmazzák, amelyek az elektromiográfon is rögzíthetőek. Abban az esetben, ha az occipitalis kérget ingereljük foszfének jönnek létre a látótér különböző területein.
- Repetitív TMS (rTMS): olyan változásokat idéz elő az agyban, amely a stimulálást követően rövid ideig még fennmaradnak (megközelítőleg még 30-60 percig fennáll). Az rTMS növelheti vagy csökkentheti a corticospinalis és cortococorticalis pályák ingerelhetőségét, attól függően, hogy milyen az inger intenzitása és frekvenciája, valamint a tekercs orientációja. Meg kell említenünk az alacsony és magas frekvenciájú TMS LTD (long-term-depression) valamint LTP (long-term-potential) hatását.

A transzkraniális mágneses stimuláció használatakor egy rézgyűrűt helyeznek a koponya fölé. Az ebben keltett mágneses tér változása áthatol a koponyán és elektromos áramot kelt az érintett struktúrákban, szövetekben. A mágneses stimulátornak alapvetően 2 részét különböztetjük meg: a kondenzátort (amelyeket a vizsgálat során feltöltenek, majd kisütnek), valamint az ingerlő tekercset. A mágneses impulzus maximuma általában 1,5 és 4 Tesla között van, amit körülbelül 0,1 ms alatt ér el. A maximum elérését követően lassabb csökkenés figyelhető meg. Az impulzus megközelítőleg 1 ms-ig tart. A TMS hatására kialakuló gyorsan változó mágneses tér az idegszövetekben elektromos áramot kelt, amely ha megfelelő az intenzitás a neurális membrán depolarizációjához vezet. Az így keltett áram párhuzamos (alakja a gyűrűvel azonos), iránya viszont ellentétes a gyűrűben vagy a tekercsben folyó árammal.
Az ingerlés hatékonyságát nagyban befolyásolja a stimuláló tekercs alakja és mérete. Attól függően, hogy kis vagy nagy tekercsről beszélünk, változhat a térereje. A kisebb tekercsekre jellemző a nagyobb és fókuszáltabb térerő, valamint a kisebb hatótávolság. Körülírtabb ingerlést idézhetünk elő, ha úgynevezett pillangó tekercset használunk. Ezt a típust két kisebb egymás mellé helyezett tekercs alkotja, így az ingerlés maximuma a két tekercs találkozásánál lesz. Számos további típusú tekercset különböztethetünk meg, melyek eltérő mágneses tér mintázatot hoznak létre, így eltérő funkcióval és felhasználási móddal rendelkeznek. Néhány példa:
- Kerek tekercs: a TMS tekercs eredeti típusa
- Kettős kúp/tölcsér tekercs: ez alkalmazkodik a fej alakjához, főleg mélyebb struktúrák ingerlésére használják
- Mély TMS (vagy H-tekercs): napjainkban a klinikai depresszióban szenvedő betegnél alkalmazott terápia vizsgálatára
- 4 levelű tekercs: a perifériás idegek központi ingerlésére

A TMS neuronális mechanizmusa még nem teljesen ismert, azonban valószínűnek tartják, hogy a neuromodulátárok, valamint a transzmitterek felszabadulásának megváltoztatásával fejtik ki hatásukat.

## A kutatásokban
Az egyik oka annak, hogy a TMS fontos a kognitív pszichológia/idegtudomány számára az, hogy segíthet ábrázolni az különböző ok-okozati összefüggéseket. Ennek a noninvazív agyi képalkotó eljárásnak köszönhetően – akárcsak az fMRI – a kutatóknak lehetőségük nyílik megvizsgálni azt, hogy adott feladatok elvégzésekor, mely agyi területek, régiók aktiválódnak. Azonban fontos megjegyezni, hogy attól mert bizonyos feladat végzésekor az fMRI vizsgálatban egy adott terület aktiválódott még nem bizonyíték arra, hogy ez a felelős annak elvégzéséért, hanem lehet, hogy csak kapcsolatot mutat azzal. Arra vonatokozóan, hogy egy adott feladat elvégzése közben valóban azt a területet használjuk, sokkal meggyőzőbb és fontosabb bizonyíték, ha e terület TMS-sel történő gátlása következtében a személy gyengébben teljesít.
Ez az úgynevezett gátló technika kétféleképpen mehet végbe:
- Online TMS: akkor alakul ki, ha az alany éppen feladatot végez és egy adott időpontban (általában kevesebb, mint 200 ms) TMS-sel egy bizonyos agyi területet ingerlünk. Abban az esetben, ha ez befolyásolja a személy feladatban nyújtott teljesítményét, akkor arra következtethetünk, hogy az a bizonyos agyterület felelős a feladat elvégzéséért.
- Offline repetitív TMS: az a helyzet, amikor a feladat kezdetén megnézik a személyek feladatban nyújtott teljesítményét, majd néhány percen keresztül repetitív TMS-sel ingerlik, és ismét megmérik a teljesítményét.

A transzkraniális mágneses stimuláció módszerét a kutatásokban elsősorban arra használják, hogy elemezzék a fiziológiai mechanizmusok mögött meghúzódó mozgásos deficiteket, spontán mozgásos felépülést, valamint a TMS terápiás hatásait.

## Biztonság
Sok esetben a transzkraniális mágneses ingerlés módszerével kapcsolatban felmerül a biztonságosság kérdése, mivel főleg a magas frekvenciájú stimulálás esetén megnövekedhet az excitatorikus neurotranszmitterek neurális károsodást fokozó hatása. Úgy tűnik, hogy az egyszeri ingerlés általában biztonságosnak tekinthető, ellenben a repetitív stimuláció egyes esetekben, bizonyos frekvenciákon epilepsziás rohamokat idézhet elő. Számos fMRI kutatás (és egyéb más vizsgálat) eredménye alapján azonban elmondható, hogy a mindennapi rutin diagnosztikában használt, 1 Hz-nél kisebb frekvenciájú mágneses stimulálás nem kívánt mellékhatásai elenyészőek és jelentéktelenek, és a vizsgálat jól tolerálható. A TMS módszere azonban nem használható olyan személyek esetében, akik pacemakert viselnek, akik aneurysmaműtéten estek át, vagy akikben intracraniális fémimplantátumok vannak, mivel ezeket a vizsgálat során elmozdíthatja a nagy erejű mágneses tér.
A TMS gyakori mellékhatásai a következőek:
- Kellemetlen érzés vagy fájdalom jelentkezése, ami a skalp ingerlése következtében alakul ki. A diszkomfort érzés gyakoribb probléma az egyszeri ingerlés esetén, azonban egyes személyek az rTMS-t is kellemetlennek találják.
- A TMS tekercs gyors deformitása egy hangos csattogó hangot eredményez, amely az intenzitás fokozásával növekszik.
- EEG elektródák jelenlétében az rTMS az elektródák felmelegedését eredményezheti, súlyosabb esetben égési sérüléseket okozva.

## Klinikai alkalmazás
A TMS és az rTMS klinikai felhasználását feloszthatjuk diagnosztikai és terápiás célok szerint.

### Diagnózis
A klinikai használatban a TMS-t általában a különböző specifikus áramkörök aktivitásának mérésére és funkciójának megismerésére alkalmazzák. Elsősorban a motoros kiváltott válasz (MEP) vizsgálatára, vagyis az elsődleges motoros kéreg és az izom közötti kapcsolatának tanulmányozására használják.
Napjainkban a transzkraniális mágneses stimuláció az egyedüli olyan elektrofiziológiai módszer, amelynek segítségével képesek vagyunk megvizsgálni a motoros kéreg ingerelhetőségét, illetve a cortocospinális pálya funkcióját. Ezek az eredmények rendkívül hasznosak a stroke, a gerincvelő sérülések, sclerosis multiplex, illetve a motoneuronok sérülése esetében.

### Terápia
Az elmúlt pár évben számos olyan tanulmány készült melyben a TMS és az rTMS terápiás lehetőségét vizsgálták nagyszámú neurológiai és pszichiátriai állapotra vonatkozóan. Bár ezek között találunk ellentmondásos eredményeket, a kutatók és orvosok egyetértenek abban, hogy a major depresszióban szenvedő – gyógyszeres és egyéb terápiára rezisztens – betegek repetitív transzkraniális mágneses ingerléssel való kezelésében reménykeltő eredmények születtek.
Többek között ezen eredmények miatt Európa országaiban, Kanadában, Ausztráliában, valamint az Amerikai Egyesült Államokban engedélyezett terápiás eszköz, lehetőség. Természetesen az ilyen terápiák alkalmával is fontos, hogy a mágneses stimulációt a megfelelő agyi területek felett alkalmazzák, ugyanis ettől függ annak sikeressége.
Néhány olyan betegség, állapot, amelyekről úgy gondolják, hogy fogékonyak a TMS központú terápiára:
- Amblyopia
- Addiction
- Hallási hallucinációk
- Krónikus fájdalom
- Dysphasia
- Disztónia
- Epilepszia
- Fibromyalgia
- Hemispaciális neglec
- Major depresszió
- Migrén
- Obszesszív-kompulzív betegség
- Fantom végtagok
- Stroke
- Nonfluens afázia
- Tinnitus

Ez a módszer tehát számos további jövőbeli terápiás lehetőséget rejt magában.

## Fordítás
- Ez a szócikk részben vagy egészben  a   Transcranial magnetic stimulation című angol Wikipédia-szócikk fordításán alapul.  Az eredeti cikk szerkesztőit annak laptörténete sorolja fel. Ez a jelzés csupán a megfogalmazás eredetét és a szerzői jogokat jelzi, nem szolgál a cikkben szereplő információk forrásmegjelöléseként.